# تمرين التجديف منحنيا

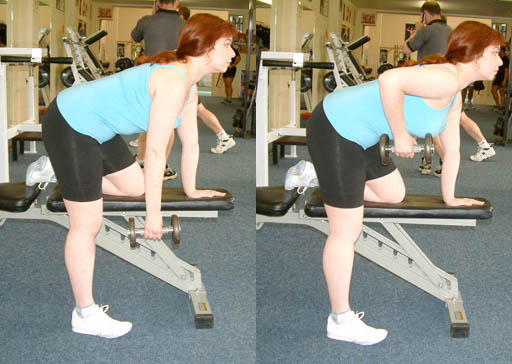
ذراع واحدة ممسكة بالثقالة على مقعد داعم.

التجديف منحنيًا أو تمرين الانحناء، هو تمرين وزن يستهدف تقوية عضلة الظهر. يستخدم كثيرا في تمارين بناء الاجسام ورفع الاثقال ويعتبر مفيداً لزيادة القوة البدنية إذا طُبق صحيحًا.
ويستخدم بطرق متعدده، وهذا يتوقف على استخدام الاثقال التي ترفع بيد واحده أو استخدام الاثقال التي ترفع بكلتا اليدين:
- بالأثقال التي ترفع بكلتا اليدين. هذا النوع من التمرين يستخدم كلتا اليدين بحيث يكون الظهر منحني باستقامة ورفع الاثقال من الأرض إلى المعدة باستمرار.
- بالأثقال التي ترفع بيد واحدة. تُكرر الطريقة السابقة ولكن باستخدام الاثقال المفرده بدل من المزدوجة التي ترفع بكلتا اليدين.
- بثقل منفرد بيد واحدة. هذا التمرين يستخدم بتكرار بحيث تُثبت اليد والركبة من الشق الأيمن أو الايسر للجسم بارتكازهما على مقعد التمرين مع بقاء الظهر منحني وموازي للارض ويحمل الثقل باليد مع بقائها ممدودة الأخرى كما هو واضح في الصورة. يرفع الوزن نحو الورك بحيث يشكل الكوع زاوية مقداره °90 وتكرر هذه العملية.[1][2][3]